# Villa d'Olga Mos
La villa d'Olga Mos (en serbe cyrillique : Вила Олге Мос ; en serbe latin : Vila Olge Mos) est située à Belgrade, la capitale de la Serbie, dans la municipalité urbaine de Savski venac. Construite en 1938, elle est inscrite sur la liste des biens culturels de la Ville de Belgrade.

## Présentation
La villa d'Olga Mos, située 29 rue Tolstojeva, a été construite sur la colline de Topčider ; elle a été conçue par l'architecte Svetomir Lazić, qui fait partie des architectes modernistes de Belgrade et particulièrement connu par son atelier de décoration d'intérieur. La maison dispose d'une cave, d'un rez-de-chaussée et d'un étage ; le rez-de-chaussée comprend les zones de réception, un salon et un bureau de travail. L'un des principaux éléments de la structuration de l'espace est le hall central qui dessert le rez-de-chaussée et l'étage.